# Línea 518 (Bahía Blanca)
La Línea 518 es una línea de colectivos de Bahía Blanca, es operado por la empresa Transporte Automotor San Gabriel S.A.

## Recorrido
- Troncal:Tierra del Fuego y Esmeralda-Av. Colón y Vieytes-Hospital Municipal-Chiclana y Belgrano-Tierra del Fuego y Esmeralda